# Mohamed Bouderbala
Mohamed Bouderbala, né le 12 octobre 1984 à Sousse, est un footballeur tunisien évoluant au poste de gardien de but.

## Palmarès
- Supercoupe de la CAF (1) :
  - Vainqueur : 2008
- Championnat de Tunisie (1) :
  - Vainqueur : 2007